# Stefan Sollander
Stefan Sollander (10 gennaio 1950) è un ex sciatore alpino svedese.

## Biografia
Specialista dello slalom speciale figlio di Stig e fratello di Lena e Lotta, a loro volta sciatori alpini, Stefan Sollander vinse il titolo nazionale svedese nel 1973 e gareggiò anche in Coppa del Mondo, senza ottenere piazzamenti di rilievo; non prese parte a rassegne olimpiche o iridate.

## Palmarès

### Campionati svedesi
- 1 oro (slalom speciale nel 1973)[1]